# Бальдауф, Фёдор Иванович
Фёдор Иванович Бальдауф (1800—1839) — русский поэт и прозаик пушкинской эпохи. Горный инженер, исследователь.

## Биография
Сын обрусевшего саксонца. Получил хорошее домашнее воспитание и образование. С 1813 года обучался в Петербургском Горном кадетском корпусе; окончил его в 1823 году с чином шихтмейстера.
Посещал заседания «Вольного общества любителей словесности, наук и художеств», участвовал в деятельности литературных кружков.
Работал в Забайкалье, был горным мастером на Нерчинском Заводе, учителем Нерчинскозаводского горного училища, горным приставом Шилкинского Завода.
Несколько раз (1828, 1834, 1836, 1838) был командирован для наблюдений за садкой и добычей соли на Борзинском соляном озере. Во время служебных поездок изучал традиции бурят, тунгусов, собирал фольклор, занимался исследованием развалин Кондуйского и Хирхиринского городков. При его участии был создан Кабинет натуральной истории — первый в Забайкалье краеведческий музей.
В 1839 был отправлен в качестве офицера, сопровождающего в Санкт-Петербург караван с серебром. В дороге заболел чахоткой и умер в Екатеринбургском госпитале.

## Творчество
Представитель романтизма в русской словесности XIX века. Писать стихи стал рано, во время учёбы в кадетском корпусе. Начал печататься в журнале «Соревнователь просвещения» в 1819 году.
Был знаком с А. Пушкиным, В. Кюхельбекером, А. Одоевским и другими представителями русской культуры начала XIX века.
Первым ввёл в русскую поэзию самобытный сибирский «местный колорит».
Осенью 1834 года впервые представил публике поэму «Авван и Гайро» о трогательной любви русского и тунгуски.
Бальдауф — автор около двадцати дошедших до нас произведений: поэм, стихотворений, баллад, эпиграмм, басен, нескольких прозаических произведений, которые распространялись рукописно и печатались в журналах Сибири. В печатном виде поэма «Авван и Гайро» вышла в свет в 1911 году в Чите в типографии «Бергут и сын» (в неполном виде). В его поэмах описываются нравы народов Забайкалья, широко используется фольклорный материал. Многие произведения Бальдауфа не опубликованы и утрачены.
В 1873 году был издан сборник «Воспоминаний бывших питомцев Горного института», в котором был упомянут и забайкальский литератор Фёдор Бальдауф, которому были посвящены следующие строки:

«Его вдохновляла муза солидная, и, пожалуй, его счастье, не закупорь его судьба в глушь, да не в Саратов, а в Нерчинские заводы, за семь тысяч верст от столицы, не только дюжинное, но и замечательное, много обещавшее дарование его, конечно, развилось бы, окрепло».

## Избранные произведения
- «Вечер на берегу Байкала» (поэма-элегия),
- «Шаманка» (поэма о жизни эвенков (тунгусов)),
- «Пловец», «Бурятка», «Певцам Хадабулака» (стихотворения),
- «Кузнец» (баллада),
- «Кавиту и Тунгильби» (повесть о жизни забайкальских тунгусов),
- «Садовник» и «Воробей и Мышь» (басни).